# Seznam prejemnikov Župančičeve nagrade
Seznam dobitnikov Župančičeve nagrade vključuje vse dobitnike Župančičeve nagrade, pravilnik se je med leti spreminjal zato so ponekod tudi več kot štirje nagrajenci.

### 1965
- Matej Bor
- Dragotin Cvetko
- Božidar Jakac
- Pavle Kalan
- Mile Klopčič
- Boris Kobe
- Gojmir Anton Kos
- Ciril Kosmač
- Juš Kozak
- Niko Kralj
- Marija Nablocka
- Fani Potokar
- Edvard Ravnikar
- Milena, Emil Medvešček
- Tatjana Remškar
- Franc Smerdu
- Bogdana Stritar
- Marko Šlajmer
- France Štiglic
- Jože Tiran
- Dušan Povh
- Ciril Cvetko
- Edo Mihevc
- Mira Mihelič
- Duša Počkaj
- Radovan Gobec
- Stane Sever

### 1966
- Dejan Bravničar
- France Ivanšek
- France Jamnik
- Ančka Levar
- Janez Menart
- Karol Pahor

### 1967
- Lojze Filipič
- Mitja Gregorač
- Janko Moder
- Ivan Mrak
- Bert Sotlar
- Jože Zupan

### 1968
- Marjan Lipovšek
- Primož Kozak
- Miha Maleš
- Rapa Šuklje
- Metod Jeras
- Rudi Kosmač

### 1969
- Savin Sever
- Gabrijel Stupica
- Dane Zajc
- Mladinsko gledališče
- Aci Bertoncelj

### 1970
- Lutkovno gledališče Jože Pengov
- Peter Božič
- Svetozar Križaj
- Jože Kregar
- Štefan Planinc
- Dubravka Tomšič

### 1971
- Saša Mächtig
- Marjan Dovjak
- Vojko Vidmar
- Maruša Berginc (Maruša Vidmar)
- Mile Korun
- Andrej Hieng

### 1972
- Lojze Kovačič
- Eksperimentalno gledališče Glej
- Eva Novšak-Houška
- Kiar Meško
- Peter Skalar, Matjaž Vipotnik, Janez Suhadolc in Judita Skalar

### 1973
- Samo Hubad
- Matjaž Klopčič
- Franc Novinc
- Milan Mihelčič
- Vitomil Zupan

### 1974
- Pavel Šivic
- Dušan Tršar
- Janez Lajovic
- Gregor Strniša
- Polde Bibič

### 1975
- Jože Ciuha
- Beno Zupančič
- Josip Vidmar
- Magda Vrhovec
- Dušan Moravec

### 1976
- Stanko Kristl
- Mojmir Lasan
- Anton Nanut
- Nace Šumi
- Ciril Zlobec, Marko Šušteršič in Vida Volpi

### 1977
- Niko Matul
- Ivo Petrič
- Vida Juvan
- Mimi Malenšek
- Bogdan Borčič
- Ivo Spinčič
- Dramska redakcija kulturno umetniškega programa Televizije Ljubljana

### 1978
- Uroš Krek
- Maja Jarc
- Janez Menart
- Janez Vipotnik
- Stojan Batič
- Ksenija Rozman
- Avgust Vižintin

### 1979
- Iva Zupančič
- Mestno gledališče ljubljansko
- Drago Golob
- Akademska folklorna skupina France Marolt
- Zdenko Kalin
- Ustvarjalci knjige Zakladi Slovenije
- Pionirska knjižnica
- Joža Mahnič

### 1980
- France Rotar
- Uroš Kraigher
- Zlata Ognjanovič
- Stanko Arnold
- Peter Militarov
- Štefka Drolc
- Alenka Zupan

### 1981
- Jožica Avbelj
- Tomaž Gorjup
- Kostadin Kirkov
- Nace Simončič
- Tinca Stegovec
- Alenka Auersperger in Janez Drozg
- Uredniški odbor knjižne zbirke Beseda sodobnih jugoslovanskih pisateljev

### 1982
- France Brenk
- Božena Glavak
- Niko Goršič
- Janez Mesesnel
- France Peršin
- Braco Rotar
- Knjižnica Jože Mazovec

### 1983
- Vida Fakin
- Jani Golob
- Marjan Loboda
- Igor Samobor
- Vitomil Zupan
- Študentski kulturni center za študentski film

### 1984
- Nika Juvan Kalan
- Tončka Marolt
- Pavel Mihelčič
- Janez Pirnat
- Ivan Puš
- Bojan Štih
- Jože Žontar

### 1985
- Drago Bajt
- Danilo Benedičič
- Milan Butina
- Ljudmila Plesničar
- Mateja Rebolj
- Hanka Štular s sodelavci: Vera Baloh, Vesna Bučić, Jasna Horvat, Mirko Kambič, Damjan Prelovšek, Borut Rovšnik, Marjetica Simoneti, Andreja Vrišer in Matija Žargi
- Franc Zupet-Krištof
- Festival Ljubljana

### 1986
- Ivo Ban
- Emerik Bernard
- Miloš Bonča
- Marjan Drnovšek
- Meta Hočevar
- Franc Javornik
- Lojze Kovačič
- Tomaž Lorenz

### 1987
- Darijan Božič
- Branko Grubar
- Jože Javoršek
- Milan Jesih
- Zvonko Čoh in Milan Erič
- Branko Miklavc in Tugo Štiglic
- Slovenski kvintet trobil
- Maja Žvanut

### 1988
- Jože Hanc
- Janez Knez
- Marjana Kobe
- Jože Lapuh
- Janez Pipan
- Hanna Preuss
- Alenka Železnik in Peter Zupan
- Peter Škerlavaj

### 1989
- Milan Kleč
- Mirko Ramovš
- Maksim Sedej ml.
- Igor Skulj
- Ansambel Slovenskega mladinskega gledališča
- Silvan Furlan, Bojan Kavčič, Lilijana Nedič, Stojan Pelko in Zdenko Vrdlovec
- Consortium musicum
- Oddelek ljudske revolucije Mestnega muzeja Ljubljana: Taja Čepič, Janez Kos, Irena Kovač, Egon Ravbar

### 1990
- Jasna Horvat
- Mirko Kambič
- Silvester Kopriva
- Stane Koritnik
- Gregor Moder (umetnostni zgodovinar)
- Pavle Ravnohrib
- Bogo Leskovic

### 1991
- Radko Polič
- Jože Fürst
- Tugo Šušnik
- Andrej Blatnik
- Vesna Bučić
- Nace Šumi
- Koreodrama in Damir Zlatar Frey

### 1992
- Matija Rozman
- Olga Gracelj
- Matjaž Pograjc in Betontanc
- Galerija Equrna
- Boris Cavazza
- Brane Mozetič
- Alenka Bole-Vrabec
- Taja Čepič

### 1993
- Gledališče Ane Monro
- Mirko Cuderman
- Jože Slak
- Tone Stojko
- Slavko Avsenik ml., Miha Zadnikar, Antun Poljanič in Orkester Policije
- Aleš Berger
- Kemal Selmanović
- Bojan Adamič

### 1994
- Olga Grad
- Vita Mavrič
- Alojz Ajdič
- Matjaž Farič
- Marko A. Kovačič
- Vinko Möderndorfer
- Mile Korun

### 1995
- Draga Potočnjak
- Janez Gregorc
- Milan Dekleva
- Lojze Rozman

### 1996
- Ksenija Hribar
- Andrej Stražišar
- Silva Čušin
- Janez Kobe

### 1997
- Božena Glavak
- Mirsad Begić
- Danilo Benedičič
- Kulturno informacijski center Križanke

### 1998
- Zlatko Šugman
- Jože Hudeček
- Kulturni dom Španski borci - Moje gledališče
- Tomaž Rode
- Tone Demšar

### 1999
- Zoran Kržišnik
- Jerica Mrzel
- Dare Valič
- Pihalni kvintet Slowind

### 2000
- Janez Bole
- Romana Šalehar
- Metka Simončič
- Blaž Vurnik
- Josip Osti

### 2001
- Mara Kralj
- Anica Cevc
- Aleš Jan
- Trio Luwigana

### 2002
- Janez Bitenc
- Robert Waltl
- Regina Križaj-Babačić
- Mojca Smerdu

### 2003
- Zvonimir Cigelič
- Uroš Zupan
- Miloš Florjančič
- Matej Blenkuš
- Nevenka Koprivšek

### 2004
- Maja Sevnik
- Komorni godalni orkester Slovenske filharmonije
- Zmago Lenardič
- Mestni muzej Ljubljana

### 2005
- Alojz Srebotnjak
- Boris Ostan
- Zdenko Huzjan
- Mateja Bučar

### 2006
- Vladimir Kavčič
- Mednarodni festival Druga godba
- Damjana Černe
- Milček Komelj

### 2007
- Alenka Gerlovič
- Polona Juh
- Ana Klašnja
- Andrej E. Skubic

### 2008
- Boris Gabršček- (umetniški fotograf)
- Damjan Kozole- (filmski režiser in scenarist)
- Urša Lah- (dirigentka-zborovodkinja)
- Lidija Sotlar- (baletna umetnica, pedagoginja, organizatorka)

### 2009
- Miklavž Komelj
- Jelka Reichman
- Andrej Rozman - Roza
- Branko Završan

### 2010
- Milko Lazar
- Vasja Predan
- Slavko Pregl
- Matjaž Zupančič

### 2011
- Lojze Lebič, za življenjsko delo
- Primož Bezjak
- Rosana Hribar in Gregor Luštek
- Sadar + Vuga arhitekti

### 2012
- Olga Kacjan (za življenjsko delo)
- Uroš Rojko
- Tobias Putrih
- Iztok Kovač

### 2013
- Evald Flisar (za življenjsko delo)
- Ivan Peternelj
- Brane Vižintin
- Ansambel Slovenski tolkalni projekt (SToP)

### 2014
- Niko Grafenauer (za življenjsko delo)
- Janja Majzelj
- Ema Kugler
- Metod Pevec

### 2015
- Vladimir Makuc (za življenjsko delo)
- Barbara Novakovič Kolenc
- Alojz Svete
- Boris A. Novak za prvi del epa Vrata nepovrata: Zemljevidi domotožja

### 2016
- Veno Taufer (za življenjsko delo)
- Nataša Barbara Gračner
- Zora Stančič
- Nataša Velikonja

### 2017
- Jakob Jež (za življenjsko delo)
- Špela Čadež
- Željko Hrs
- Goran Vojnović

### 2018
- Karpo Godina (za življenjsko delo)
- Ansambel za sodobni ples EnKnapGroup
- Nataša in Ravil Sultanov
- Jani Virk

### 2019
- Marlenka Stupica (za življenjsko delo)
- Sanja Nešković Peršin
- Bojan Gorišek
- Urša Menart

### 2020
- Stanko Kristl (za življenjsko delo)
- Nina Dragičević
- Dragan Živadinov in Dunja Zupančič
- Nino de Gleria

### 2021
- Matjaž Počivavšek (za življenjsko delo)
- Andreja Podrzavnik, koreografinja in pedagoginja
- Maja Smrekar
- Žiga Divjak, gledališki režiser

### 2022
- Meta Hočevar (za življenjsko delo)
- Saša Pavček
- Tijana Zinajić
- Tomaž Grom

### 2023
- Ranko Novak (za življenjsko delo)
- Ajda Smrekar
- Urška Djukić
- Dušan Šarotar

### 2024
- Aldo Kumar (za življenjsko delo)
- Tjaša Črnigoj
- Anja Novak
- Urša Vidic

### 2025
- Uroš Lajovic (za življenjsko delo)
- Maja Doroteja Prelog
- Blaž Šef
- Suzana Tratnik